# Лузітани

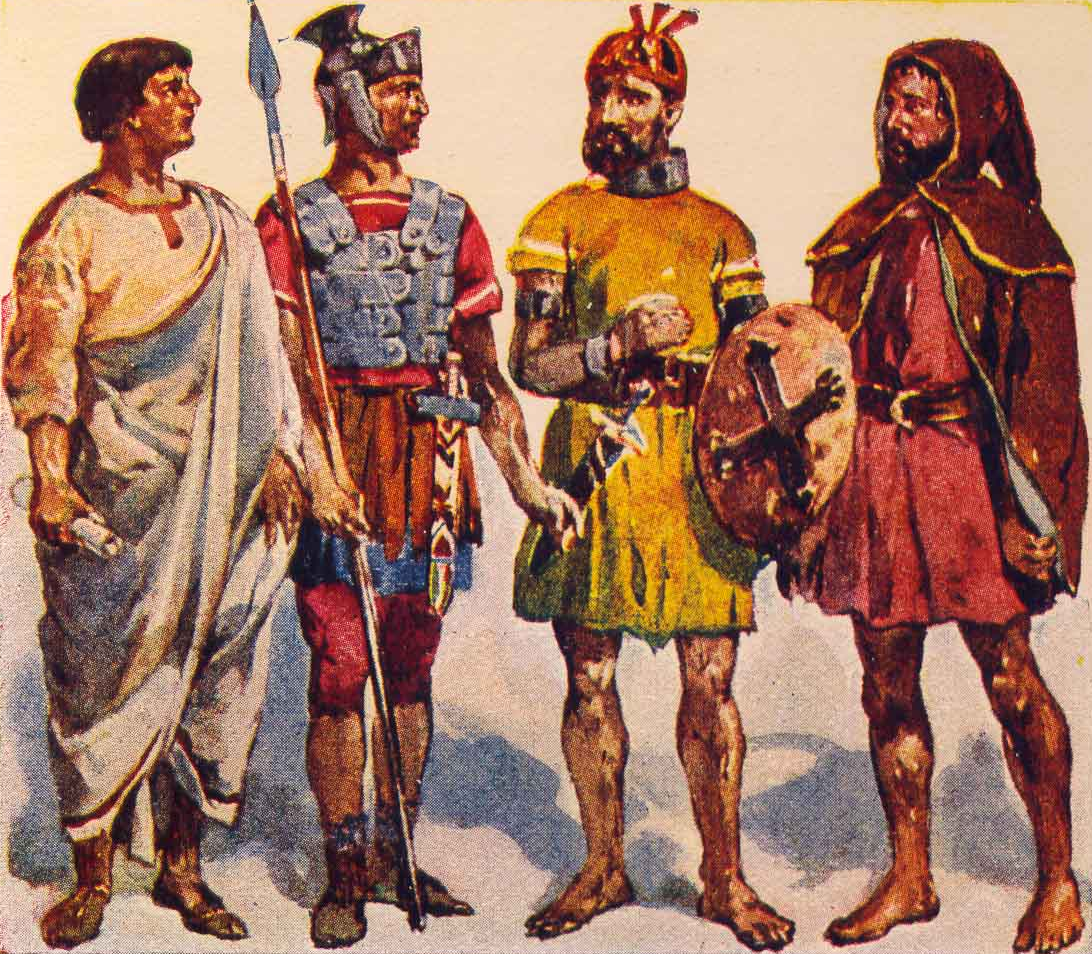
Римляни і лузітани

Мовна карта Піренейського півострова (300 до н. е.):
Лузітани і веттони

Лузіта́ни (лат. Lusitani; ісп. і порт. Lusitanos) — індоєвропейський народ, що мешкав на заході Піренейського півострова, на теренах сучасної Португалії в VI ст. до н.е. — I ст. н.е. Займали землі в межиріччі Дору й Тагу (Тежу), а також частково іспанські провінції Естремадуру й Саламанку. Точне етнічне й лінгвістичне походження невідоме. Вважаються докельтським, паракельтським або протокельтським народом. Розмовляли лузітанською мовою, близькою до кельтських й італійських мов. Не мали єдиної політичної організації, але мали почуття культурної спільності. Поділялися на самостійні племена, що керувалися військовими родами й контролювали певні території. Мешкали у городищах, займалися землеробством і скотарством. Перебували під кельтським релігійним впливом. Були язичниками, практикували тваринні й людські жертвоприношення. Вшановували Ендовеліка (лат. Endovelicus), бога здоров'я й безпеки, та Атегіну, богиню родючості. Розвинули примітивне образотворче мистецтво (скульптуру). Під час зовнішньої небезпеки об'єднувалися в союз. Вели успішні війни проти карфагенян та римлян. Використовували тактику партизанської війни. У 147 — 139 рр. до н.е. під проводом вождя Віріата боролися проти римського панування. 61 року до н.е. були підкорені Римом. Зазнали романізації — прийняли римське право, звичаї та латину. Близько 27 року до н.е. землі лузітанів були перетворені на римську провінцію Лузітанія. У середньовічній Португалії лузітани вважалися пращурами португальців (ця ідея була освячена в національній епопеї «Лузіади» Луїша де Камоенша). У новітній португальській мові «лузітани», «лузітанський» — переносно про португальців, португальське.

## Назва
- Лузітани, лузитани (порт. lusitanos)
- Лусітани, луситани (лат. lusitani, ісп. lusitanos)

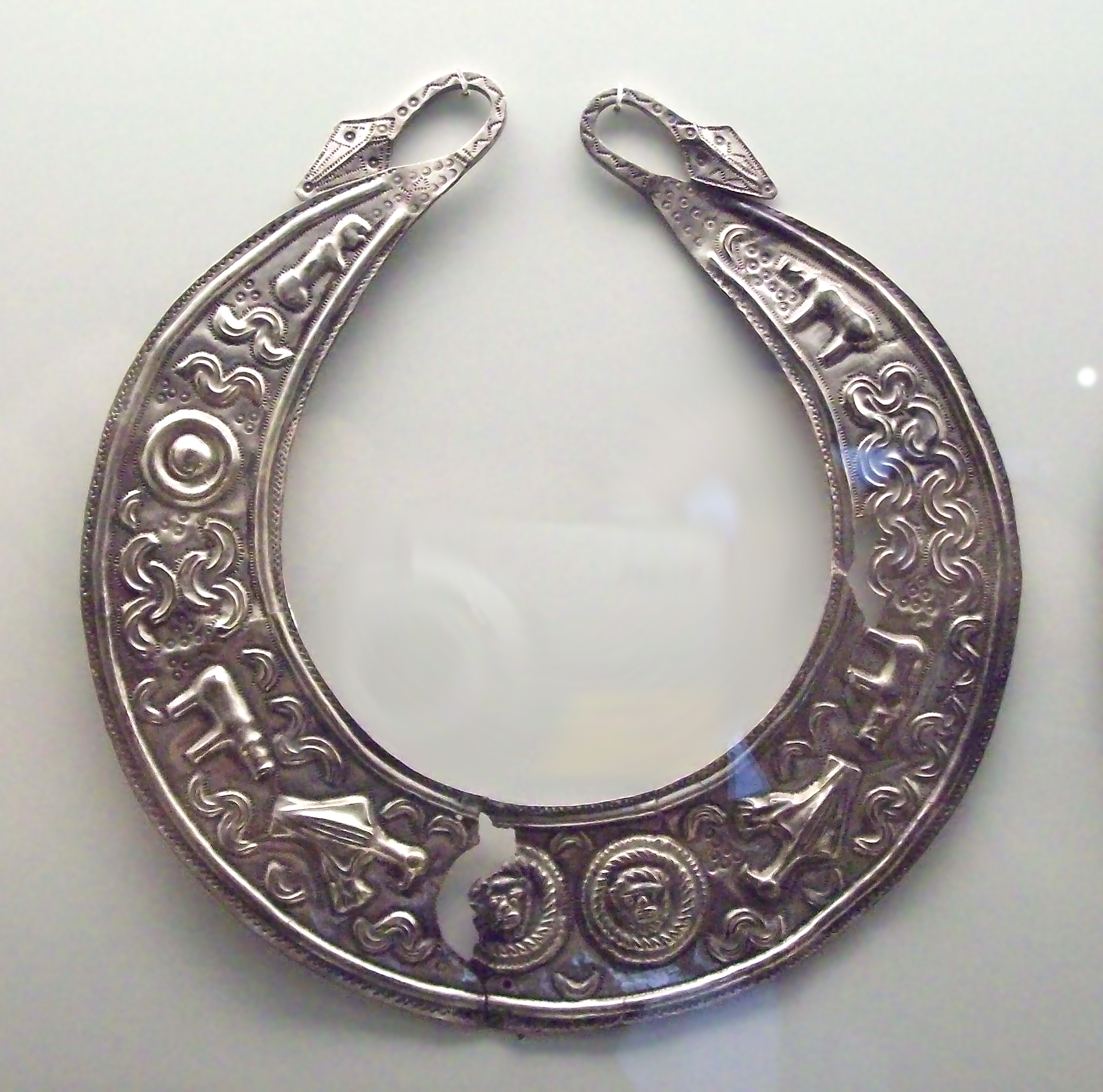
Лунула

- Лусітанці, луситанці (рос. луситанцы) — у російському перекладі Страбонової «Географії», здійсненого Стратановським[1]

## Походження
Лузітани вважаються докельтським, паракельтським або протокельтським народом. Зокрема, Страбон у своїй «Географії» писав, що вони походили від кантабрів, іберського автохтонного населення півострова. На думку Діодора Сицилійського були германцями-кімбрами; Артемідор Далдіанський називав їх белітанами (лат. Belitani), кельтами; Пліній Старший і Помпоній Мела відокремлювали їх від кельтів.
Більшість племінних назв та топонімів мають кельтське походження. Споріднені з сусідніми веттонами та турдулами.

## Історія
Перші писемні згадки джерел про лузітан пов’язані із Пунічними війнами між Карфагенон і Римом. Тіт Лівій зазначає, що у Ганнібаловому війську були лузітанські найманці. Проте сама Лузітанія, так само як і сусідня Веттонія, лежали далеко за межами впливу карфагенян. Останні мали тісні контакти з коніям в приморському регіоні Алгарве, а також багатими портовими містами Андалузії. Лузітани ж мешкали у гірських районах сучасної Центральної і Північної Португалії. Вони постійно потерпали від нестачі продовольства, через що часто здійснювали набіги на сусідів, особливо в долину Бетія (Гвадалквівіра) .
Так, близько 193 року до н.е. південні племена лузітанів здійснили напади на романізовані поселення сучасної Андалузії, сплюндрували села і поля за річкою Гвадіана. По дорозі назад, поблизу Іліпи (Алькала-дель-Ріо, Севілья) їх, навантажених награбованим майном, перестріло і розгромило римське військо під командуванням Сципіона Африканського. Тим не менш, 191 року лузітани атакували Емілія Павла Македонського і убили декілька тисяч його солдат 186 року вони завдали тяжкої поразки претору Атінію під час облоги Асти.
178 року претор Тиберій Семпроній Гракх уклав з лузітанами мир, але через два десятиліття його було розірвано. 154 року лузітани напали на коніїв, союзників Риму. Вони захопили столицю противника Коністоргій, переправилися до Північної Африки через Гібралтарську протоку й взяли в облогу Окіле (Асіла). Біля міста їх розбив римський полководець Муммій.
Тим часом інша група лузітан на Піренейському півострові вщент розбила римську армію претора Гальби. 150 року римляни відповіли контр-ударом, вдерлися до непідкореної Лузитанії й спустошили долину річки Таг. Лузітанські племена запросили миру й склали зброю в обмін на обіцянки римлян надати їм родючі землі. Коли вони без зброї прибули до Гальби, той наказав по-звірячому вирізати більшу частину, а уцілілу решту зробив рабами. Светоній повідомляє, що римський полководець знищив обманом 30 тисяч лузітан, а Валерій Максим — 7 тисяч. Цей підступний вчинок був розкритикований у Римі, зокрема Катоном Старшим, але Гальба уник покарання.
147 року лузітани помстилися набігом на римські землі в долині Бетія. Військо Гая Ветілія розбило їх, оточило і запропонувало здатися. Обложені обрали вождем Віріата, який свого часу вцілів під час різанини, організованої Гальбою. Він переконав співплемінників не вірити римлянам і зненацька атакував противника, пробивши коло оточення. Решта лузітан втекла без великих втрат, скориставшись сум'яттям.
У 147 — 139 рр. до н.е. лузітани успішно воювали під проводом вождя Віріата, допоки його не зрадили соратники. Згодом лузітанські племена боролися із вождем Тауталом (лат. Tautalus). 61 року до н.е. були підкорені Римом.

## Суспільна організація

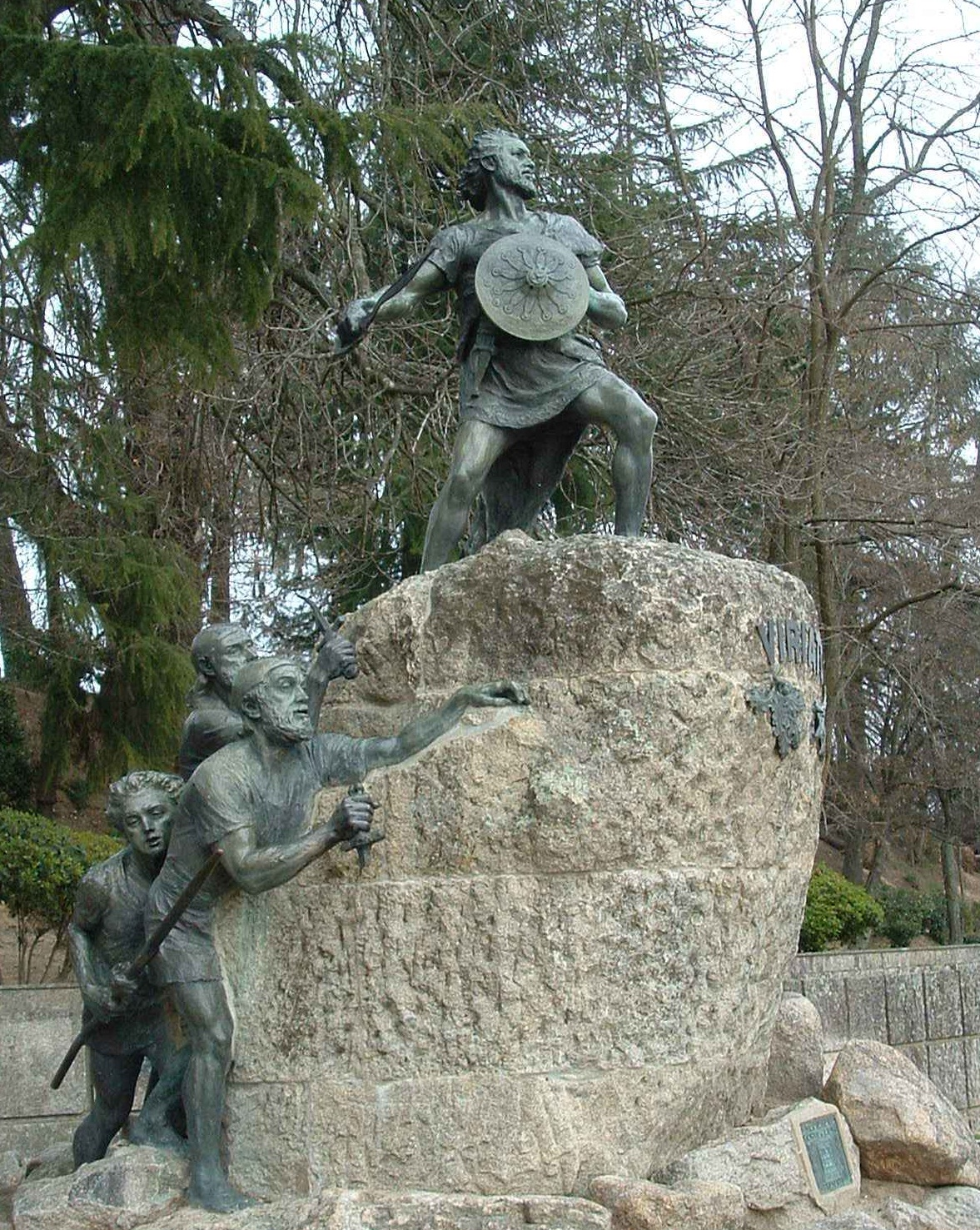
Памятник Віріатові у Візеу, Португалія.

Суспільна організація лузітанів була патріархально-родовою. Кревні зв'язки відігравали більше значення ніж сусідські. Сім'ї були моногамними, шлюбні церемонії нагадували грецькі. Влада батька над сином була чинною навіть після одруження останнього. Сім'ї об'єднувалися у рід, роди — у плем'я. Кожен рід мав власне поселення, або укріплене городище (castro). Центром племені було велике місто із спільним храмом чи судовою адміністрацією.
Лузітанське суспільство було ієрархічним, в якому чоловік-воїн займав високе положення. Привілейовані воїни становили шляхетний клас й володіли основними багатствами, на що вказують скарби і зброя з поховань. Як зазначає Страбон лузітани вели спартанський спосіб життя, любили займатися війною та грабіжницькими нападами на сусідів.
Лузітани жили в умовах воєнної демократії. Головним органом управління племені була рада, так звана сусідська рада (conventus vicinorum) — зібрання голів родів і сімей. На раді обирали вождів, яких античні джерела називають провідниками (грец. ἡγούμενος, hìghóumenos), або королями (лат. regnator). Рада контролювала й обмежувала їхню владу.
Декілька племен могли об’єднуватися у прото-державні утворення — федерації. Вони були непостійними й інституційно слабкими. Такі об’єднання трималися винятково на авторитеті сильних лідерів, таких як Віріат і Серторій, й розпадалися після смерті провідника.
За повідомленням Апіана лузітани мали власне законодавство. Вони розрізняли приватну і громадську (комунальну) власність. До останньої входили землеволодіння, худоба, продукти сільського господарства, а також племінні скарби. Засуджених на смерть лузітани скидали зі скелі в урвище, а батьковбивць побивали камінням.

### Племена
- арабрігени
- мейдубрігени
- арави
- коларни
- ланцієни
- песури
- паланти
- танги
- талури

## Звичаї

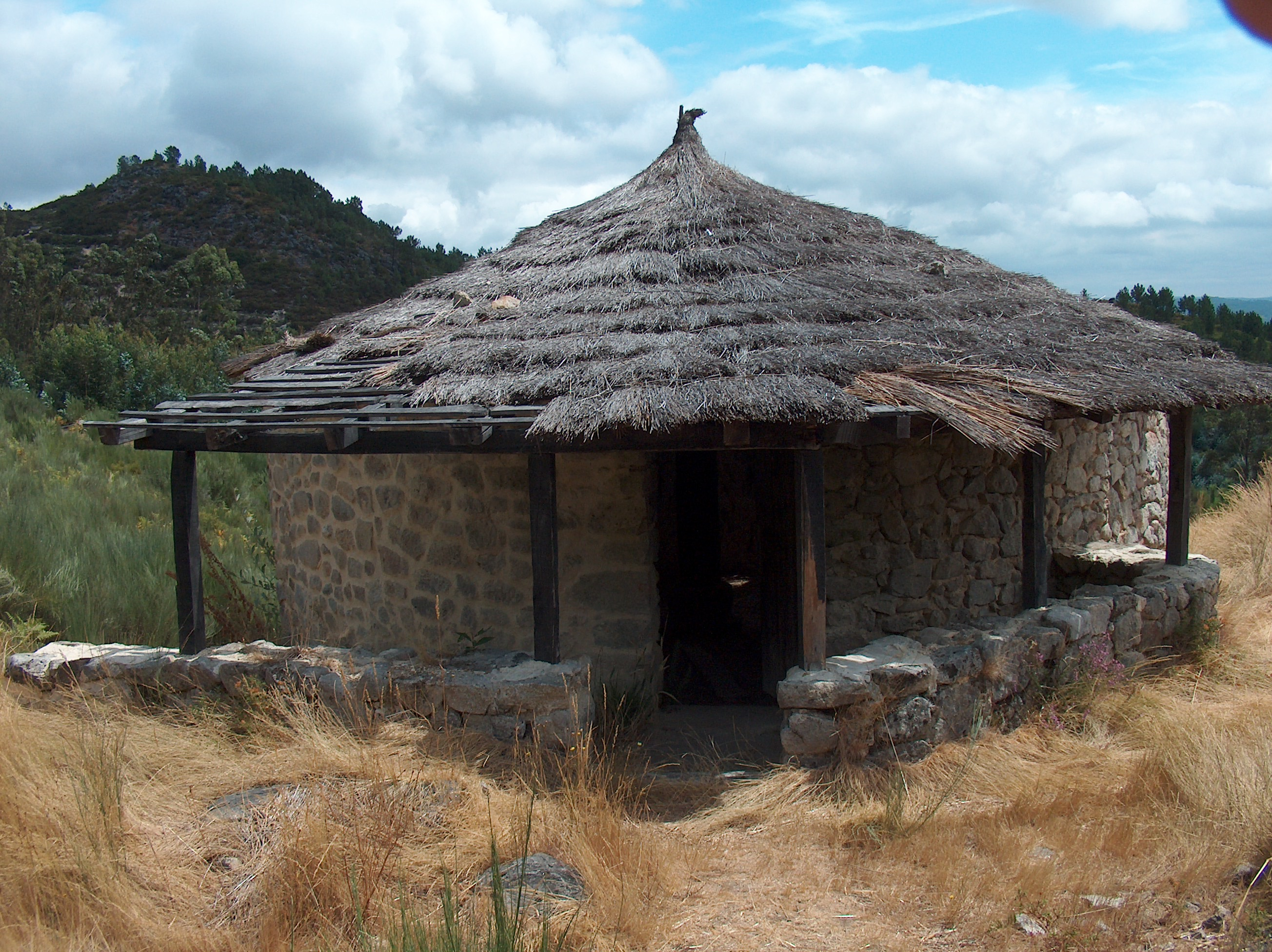
Реконструкція житла

### Господарство. Торгівля
За повідомленням Страбона лузітани вели простий спосіб життя, займалися скотарством, збиральництвом і землеробством. Вони розводили корів, кіз і коней; збирали жолуді, з яких робили борошно і виготовляли хліб; вирощували ячмінь. Замість оливкової олії лузітани використовували вершкове масло. Пили, в основному, воду і пиво. Вино споживали рідко, переважно, на святах із родичами. Трапеза проходила у будинку, за столом, де сідали за віком та чином. Обід обносили колом; під час пиру відбувалися танці під звуки флейти чи труби. Жінки танцювали разом із чоловіками, взявшись за руки. Спали, зазвичай, на підлозі, або сіні.
Чоловіки носили довге волосся, подібно до жінок, і одягалися у чорні шати, переважно, плащі. У цих плащах вони ходили вдень і спали на сінниках в ночі. Жінки завжди одягалися у довгі і кольорові сукні.
Північні лузітани, які жили біля річки Дурій (Дору), вели спартанський спосіб життя: двічі на день милися у лазнях, купалися в крижаній воді, щоденно їли лише борошно, дотримувалися чистоти і скромності.
Торгівля між лузітанами проходила у формі натурального безгрошового обміну. Карбованої монети вони не знали й інколи замість неї використовувалися відрубані шматки кованого срібла.

### Жертвоприношення
Лузітани любили жертвоприношення й ворожили на нутрощах тварин, принесених у жертву. Вони розглядали жили на боці жертви і, намацуючи їх, провіщали майбутнє. Лузітани також практикували людські жертвоприношення й ворожили на нутрощах полонених ворогів. Зокрема, вони закутували жертву у плащ, а коли жрець-ворожбит убивав її ударом у нутрощі, визначали майбутнє за падінням тіла жертви. У полонених лузітани відрубали праві руки й приносили в жертву божествам. Згодом цей звичай запозичили римляни.
Богові війни (Аресу) лузітани приносили в жертву цапів, коней і полонених. Подібно до греків вони також приносили гекатомби.

## Військова справа

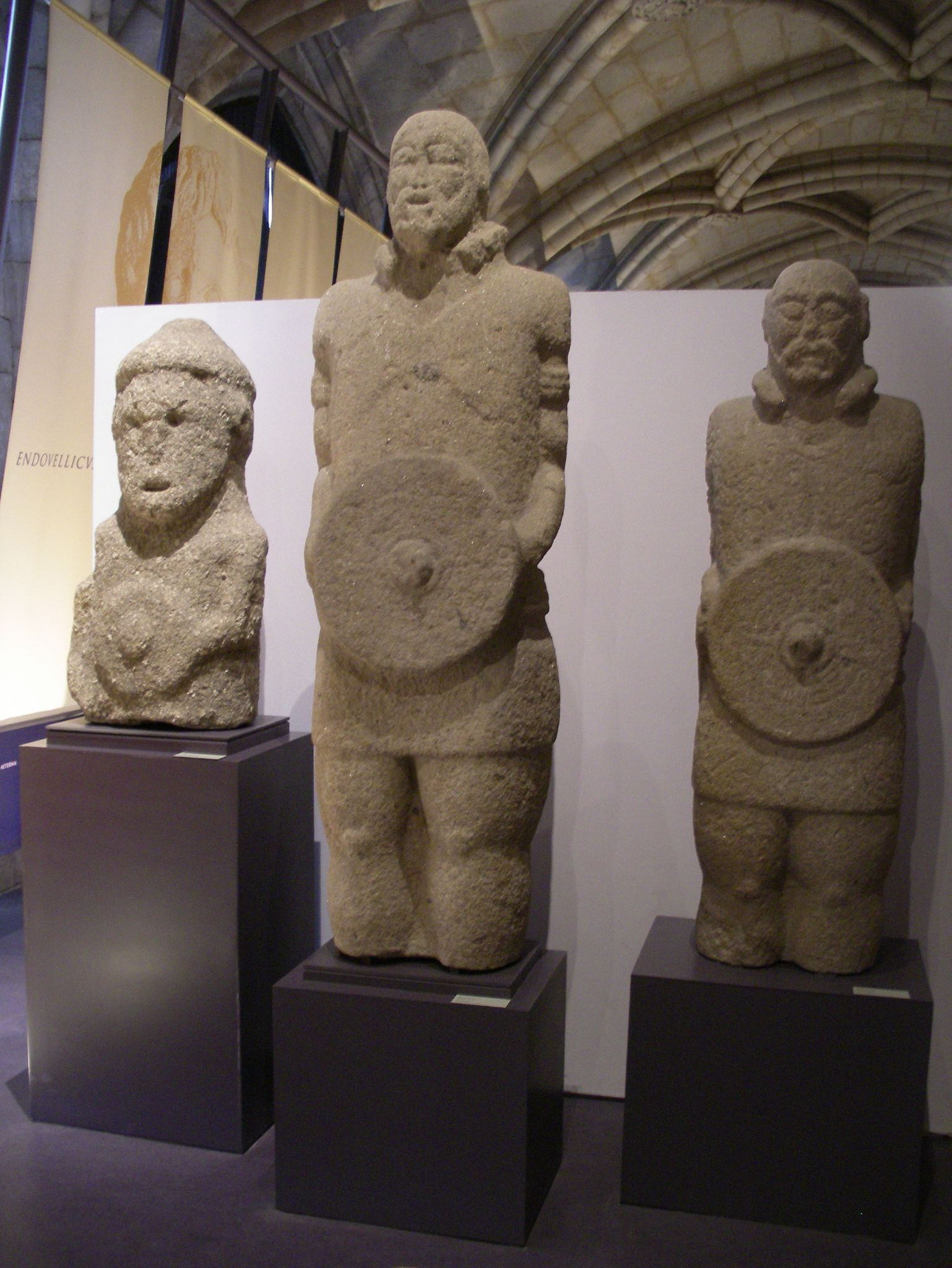
Баби воїнів зі щитами-кетрами

Згідно з повідомленнями античних авторів лузітани воювали, використовуючи тактику партизанської війни. Страбон писав, що вони вміло влаштовували засідки і висліджували ворога, були моторні, спритні й прекрасно маневрували у строю. Діодор Сицилійський відзначав, що лузітани — найбільш хоробрий з усіх іспанських народів; легкі й рухливі, швидкі у втечі й переслідуванні, але поступалися кельтіберам у стройовому бою.
На озброєнні лузітан були залізні дротики-соліферуми, кинджали, мечі, ножі і списи. Мечі були подібними до кельтіберських фалькат. Списи мали мідні наконечники. Лузітани найкраще вправлялися з дротиками, які кидали далеко і влучно.
Захист простого вояка складав лляний панцир, поножі та  шкіряний шолом з сухожилків. Знать мала кольчуги та шоломи з трьома султанами, подібними до кельтіберських. Також використовувався малий, але дуже міцний щит кетра, діаметром до 60 см, що висів на ременях, бо не мав ні кілець, ні ручок. Місцеві вміли відбивати ним стріли, а також завдавали ударів по ворогу.
У бій лузітани йшли ритмічним кроком й атакували, співаючи бойовий гімн. Їхні вершники їздили на низькорослих, потворних,  але спритних конях, швидших ніж римські. Перед січею вояки зав'язували своє довге волосся довкола лоба. Жінки воювали нарівні з чоловіками. За своїм звичаєм лузітани відрубали голови противникам.
Для піхоти і вершників проводилися тренувальні змагання з кулачного бою, бігу, стрільби та групових боїв. Також вони вправлялися у танцях, що потребували значної сили ніг.
Лузітани мали парамілітарні молодіжні братства, які об'єднували юнаків та готували їх до війни. Ця молодь збиралася у горах і здійснювала грабіжницькі набіги на сусідні народи півострова. Юнаки вважалася бойовим резервом і служили в гарнізонах городищ. Схожі молодіжні організації мали кельти, кельтібери та ібери. Саме вбивство Галбою цвіту лузітанської молоді стало приводом до війни з Римом.

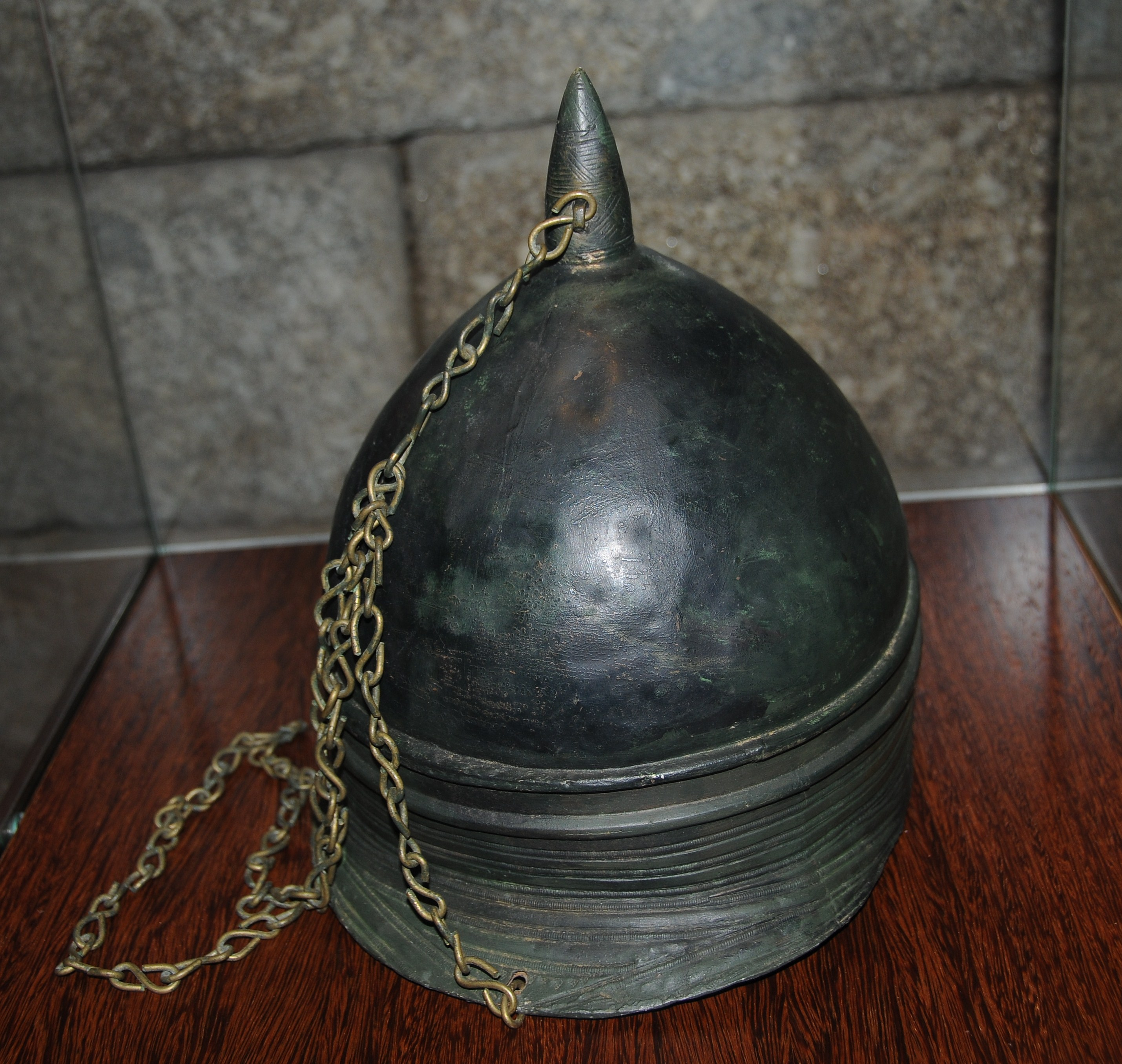
Шолом

## У культурі

### Португальська література

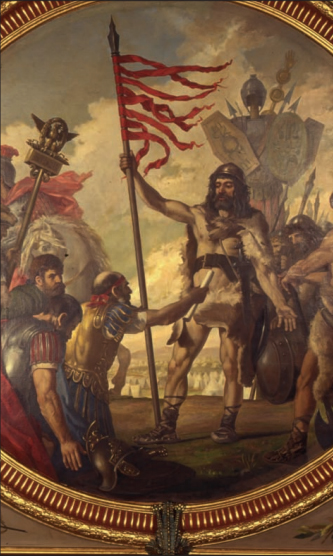
Віріат і лузітани перемагають римлян (Рамон Падро, 1882)

У середньовічному Португальському королівстві лузітани вважалися пращурами португальців. Ця ідея закріпилася у національній свідомості країни в XVI столітті завдяки поету Луїшу де Камоеншу, який назвав свій найвидатніший твір «Лузіади» за іменем лузітан та Лузітанії. У цій національній поемі португальці іменуються лузітанами, які під проводом Васко да Гами мужньо долають морський шлях до Індії. Вождь історичних лузітан Віріат зображений як борець за свободу Лузітанії-Португалії від Риму.
| Плавання до Індії Доволі мудрого хвалити грека І плавання троянця голосне; Траяна й Александра вже далека Нам слава і загарбництво грізне; Хай давня муза тут примовкне злегка, Хай у піснях моїх вогнем сяйне Звитяга лузітанів буйносила, Що Марса і Нептуна полонила. Луїш де Камоенш. Лузіади. І:1.   | Битва при Алжубарроті Глянь, на горі сімнадцять лузітанців Бороняться, не здавшись у полон, Хоч проти них – чотириста іспанців, Що їх оточують з усіх сторон; Але разять сусідів-ошуканців, Що приязні порушили закон: Цей подвиг є і в світі буде вічний, Колись великий і тепер величний. Ось так і триста лузітан давно Із тисячею римлян мужньо бились У час, коли з поспільством заодно Боровся Віріат, щоб ми звільнились; Та їхні перемоги й знамено У спадок нам довіку залишились – Не страшно й нам численних ворогів, Ми це явили тисячу разів. Луїш де Камоенш. Лузіади. VI:35-37. |
| Битва при Оріке Але вже принц Афонсу для боїв Збирав щасливе військо лузітанів Супроти мавра, що на землях жив За світлим Тежу і його поганив; І на Урікське поле заспішив, Сміливо табором військовим станув, Не боячися тьми ворожих лав, Хоч мало вояків у себе мав. Луїш де Камоенш. Лузіади. III:42. | Битва при Алжубарроті Глянь, на горі сімнадцять лузітанців Бороняться, не здавшись у полон, Хоч проти них – чотириста іспанців, Що їх оточують з усіх сторон; Але разять сусідів-ошуканців, Що приязні порушили закон: Цей подвиг є і в світі буде вічний, Колись великий і тепер величний. Ось так і триста лузітан давно Із тисячею римлян мужньо бились У час, коли з поспільством заодно Боровся Віріат, щоб ми звільнились; Та їхні перемоги й знамено У спадок нам довіку залишились – Не страшно й нам численних ворогів, Ми це явили тисячу разів. Луїш де Камоенш. Лузіади. VI:35-37. |

У нову добу слова «лузітани», «Лузітанія», «лузітанська мова» стали переносними, метафорично-поетичними назвами португальців, Португалії, португальської мови.

### Інше
- «Лузітанська хроніка» — середньовічна португальська хроніка.
- «Лузітанос» — андорський футбольний клуб.
- Лузофонія — португаломовна спільнота.
- Лузосфера — португаломовний світ.
- Лузотропікалізм — ідея пріорітетності португальського колоніалізму.
- Лузітанський кінь — португальська порода бойових коней.

### Поп-культура
- Лузітани — одна з іберійських фракцій комп'ютерної гри Total War: Rome II (2013)[20]